# Supernatural (låt)
Supernatural är en låt framförd av Adam Woods i Melodifestivalen 2024. Låten som deltog i den första deltävlingen, gick vidare till finalkvalet. Väl där åkte bidraget ut.
Låten är skriven av Calle Hellberg, Jonna Hall, William Segerdahl och artisten själv.